# Rivière Lacolle
Rivière Lacolle är ett vattendrag i Kanada.   Det ligger i provinsen Québec, i den sydöstra delen av landet, 190 km öster om huvudstaden Ottawa.
Trakten runt Rivière Lacolle består till största delen av jordbruksmark. Runt Rivière Lacolle är det glesbefolkat, med 15 invånare per kvadratkilometer.